# Rogelio Domínguez
Rogelio Antonio Domínguez López (9 de marzo de 1931, Buenos Aires, Argentina - 23 de julio de 2004
, ibíd.) fue un futbolista argentino surgido de Racing, que jugó como portero, conocido principalmente por su carrera en el club español Real Madrid C. F. (siendo este el club donde logró sus mayores éxitos), aunque también jugó en otros clubes de Argentina, Uruguay y Brasil. Es considerado un ídolo del Racing Club.
Jugó también en la Selección de Argentina durante un lapso de 12 años, participando en la Copa América 1957 (donde terminó campeón) y en el Mundial de 1962. Fue también campeón con su selección en los Juegos Panamericanos de 1951.

## Trayectoria

### Inicios en Argentina
Nace en el barrio de Parque Centenario de la Ciudad de Buenos Aires (Argentina), el 9 de marzo de 1931. A fines de 1945, cuando contaba con 14 años, es descubierto en la final del torneo intercolegial de la ciudad de Buenos Aires, el que se adjudica su equipo; por el exjugador de River Plate Carlos Peucelle. A pesar de no tener Domínguez aún edad para ingresar en las divisiones de base de ese entonces, es persuadido por Peucelle para comenzar a entrenar en River Plate; pasando a formar parte de las divisiones de base a partir de marzo de 1946. 
Con solo 15 años de edad juega un par de temporadas para Dock Sud a finales de 1946. Aún sin debutar en primera división, es descubierto a sus 17 años por delegados del Racing Club de Avellaneda, que se hacen inmediatamente de los derechos federativos del jugador; ante una distracción del River Plate, quien a raíz del hecho rompe relaciones con Dock Sud.
Rogelio Domínguez, reiterado campeón en tercera y reserva con el Racing Club, se corona también en el Campeonato Panamericano a los 19 años jugando para el equipo nacional argentino (selección nacional) a principios de 1951. Ese mismo año debuta en el Campeonato de Primera División, en el cual es nombrado titular contando con 21 años. Es en este club donde se consagra como integrante del plantel que se coronó como primer tricampeón en la historia del fútbol argentino. 
A los 24 años debuta en la Selección Argentina, en la cual registra actuaciones entre 1951 y 1963.

### Paso por España y éxito en el Real Madrid
Luego de coronarse campeón con la Albiceleste en el Campeonato Sudamericano (Copa América) de 1957 a sus 26 años, el Real Madrid le gana de mano nuevamente al igual que con su compatriota Di Stéfano, al entonces secretario técnico del Barcelona el "mago Samitier" y por primera vez un club español se hace de los servicios de un arquero argentino, a pesar de ser ya el Madrid el famoso bicampeón de Europa. De modo que, el club "merengue" firmó un exitoso contrato con el representante del guardametas, Félix Latrónico.
A poco de llegar los periódicos españoles e internacionales directamente le comparan con Ricardo Zamora y es apodado Rogelio El Magnífico por el famoso crítico francés Jean-Philippe Rethacker[cita requerida] de la legendaria publicación France Football, creadora del mítico premio Balón de Oro.
Multicampeón con el club Merengue, (3 ligas, 1 Copa de España, 3 Copas de Europa y 1 Copa Intercontinental) deja el club español tras cuatro años.

### Regreso a su país
Tras dejar el club de la capital española, vuelve a su tierra a comienzos de 1962, alistándose en River Plate en donde por espacio de dos temporadas es suplente del mítico arquero Amadeo Raúl Carrizo. Ese mismo año integró el plantel argentino en el Campeonato del Mundo, jugando en el partido ante Hungría que finalizaría 0-0.
Luego de un breve paso por Vélez Sársfield, donde perdió la titularidad a manos del juvenil José Miguel Marín, posteriormente también se corona subcampeón de la Copa Libertadores de América. 

### Paso por Uruguay y Brasil
Llega en 1966 para jugar en Cerro donde permanece por menos de una temporada. 
Contratado ahora por mítico club Nacional de Montevideo en 1967, enfrentando nada menos que a Racing Club, el cual recién logra vencerlo luego de 200 minutos de juego en el tercer partido disputado en Santiago de Chile. Posteriormente en 1969, pasa al Flamengo de Brasil, en donde termina subcampeón Carioca.

## Selección nacional
Fue internacional con la selección de Argentina en un total de 58 ocasiones. Domínguez se coronó campeón Panamericano a los 19 años a principios de 1951. Es nombrado titular de la selección Argentina a la edad de 24 años, permaneciendo en la misma por 12 años, desde 1951 hasta 1963.
En 1957 hace parte de la selección Argentina ganadora de la Copa América 1957. A comienzos de 1962 es convocado por el técnico argentino Juan Carlos Lorenzo para disputar la Copa Mundial de Fútbol de 1962, aunque Argentina no desempeñaría un buen papel, cayendo eliminada en la primera fase.

### Participaciones en Copas del Mundo
| Mundial                        | Sede  | Resultado    |
| ------------------------------ | ----- | ------------ |
| Copa Mundial de Fútbol de 1962 | Chile | Primera fase |

### Participaciones en Copa América
| Copa              | Sede | Resultado |
| ----------------- | ---- | --------- |
| Copa América 1957 | Perú | Campeón   |

| 1     | 27-02-1951 | Buenos Aires, Argentina  | Argentina | 5-0 | Venezuela       |     | Juegos Panamericanos 1951         |
| 2     | 01-03-1951 | Buenos Aires, Argentina  | Argentina | 7-1 | Costa Rica      |     | Juegos Panamericanos 1951         |
| 3     | 03-03-1951 | Buenos Aires, Argentina  | Argentina | 2-1 | Chile           |     | Juegos Panamericanos 1951         |
| 4     | 28-02-1956 | Ciudad de México, México | Argentina | 0-0 | Perú            |     | Campeonato Panamericano 1956      |
| 5     | 06-03-1956 | Ciudad de México, México | Argentina | 4-3 | Costa Rica      |     | Campeonato Panamericano 1956      |
| 6     | 10-03-1956 | Ciudad de México, México | Argentina | 3-0 | Chile           |     | Campeonato Panamericano 1956      |
| 7     | 13-03-1956 | Ciudad de México, México | México    | 0-0 | Argentina       |     | Campeonato Panamericano 1956      |
| 8     | 18-03-1956 | Ciudad de México, México | Argentina | 2-2 | Brasil          |     | Campeonato Panamericano 1956      |
| 9     | 24-06-1956 | Buenos Aires, Argentina  | Argentina | 1-0 | Italia          |     | Amistoso                          |
| 10    | 01-07-1956 | Montevideo, Uruguay      | Uruguay   | 1-2 | Argentina       |     | Copa del Atlántico 1956           |
| 11    | 08-07-1956 | Buenos Aires, Argentina  | Argentina | 0-0 | Brasil          |     | Copa del Atlántico 1956           |
| 12    | 15-08-1956 | Asunción, Paraguay       | Paraguay  | 0-1 | Argentina       |     | Copa Rosa Chevallier Boutell 1956 |
| 13    | 19-08-1956 | Buenos Aires, Argentina  | Argentina | 1-0 | República Checa |     | Amistoso                          |
| 14    | 14-11-1956 | Buenos Aires, Argentina  | Argentina | 2-2 | Uruguay         |     | Copa Lipton 1956                  |
| 15    | 13-03-1957 | Lima, Perú               | Argentina | 8-2 | Colombia        |     | Copa América 1957                 |
| 16    | 17-03-1957 | Lima, Perú               | Argentina | 3-0 | Ecuador         |     | Copa América 1957                 |
| 17    | 20-03-1957 | Lima, Perú               | Argentina | 4-0 | Uruguay         |     | Copa América 1957                 |
| 18    | 28-03-1957 | Lima, Perú               | Argentina | 6-2 | Chile           |     | Copa América 1957                 |
| 19    | 03-04-1957 | Lima, Perú               | Argentina | 3-0 | Brasil          |     | Copa América 1957                 |
| 20    | 06-04-1957 | Lima, Perú               | Perú      | 2-1 | Argentina       |     | Copa América 1957                 |
| 21    | 23-05-1957 | Montevideo, Uruguay      | Uruguay   | 0-0 | Argentina       |     | Copa Newton 1957                  |
| 22    | 05-06-1957 | Buenos Aires, Argentina  | Argentina | 1-1 | Uruguay         |     | Copa Lipton 1957                  |
| 23    | 06-06-1962 | Rancagua, Chile          | Argentina | 0-0 | Hungría         |     | Copa Mundial de 1962              |
| 24    | 15-08-1962 | Buenos Aires, Argentina  | Argentina | 3-1 | Uruguay         |     | Copa Lipton 1962                  |
| Total | 1951-1962  | Presencias               | 24        |     | Goles recibidos | '19 |                                   |

## Carrera como entrenador
Luego de 20 años de trayectoria, se retira cerca de sus 40 años en 1970 y ejerce inmediatamente como Director Técnico del San Lorenzo de Almagro (subcampeón nacional argentino 1971), Chacarita Juniors 1972, Boca Juniors 1973-1975 (subcampeón metropolitano) y posteriormente también dirige a Gimnasia y Esgrima La Plata, Atlético Tucumán (mejor campaña de su historia, tercer puesto en el Torneo Nacional de 1979), Quilmes, Loma Negra y en 1982 finalmente a su querido Racing Club, en dos ciclos, el último de ellos en 1986. Finalmente en 1989/1990 dirige al Everton de Viña del Mar (Chile). 
Retirándose a sus 60 años como Director Técnico, se dedica a ser analista deportivo especializado en varios medios de prensa argentinos y posteriormente director general del Club San Miguel en Argentina durante 1997 y 1998 compartiendo responsabilidades con Alberto Rendo. Se relacionó con el periodismo de San Miguel, especialmente con Juan Carlutti, muy respetado en la zona y, para muchos, el más relevante de la zona. Fue el autor del apodo "Trueno Verde" para San Miguel.
Fue elegido por la encuesta realizada por la casi centenaria revista deportiva El Gráfico como el mejor arquero del Racing Club de todas las épocas[cita requerida]. Considerado por el legendario técnico "el mago" Helenio Herrera en su libro "Mi Vida", como el mejor arquero que vio en su vida, llamado muralla por el bicampeón mundial brasileño Didí, y siendo estimado también por el decano del periodismo deportivo brasileño desde la década del 30 Luis Méndez, de lo mejor que vio en acción en la portería en los campos de todo el mundo.

## Fallecimiento
A su muerte, a los 73 años, en julio del 2004, fue considerado por el famoso exjugador internacional argentino y posterior periodista-analista futbolístico de ESPN, Roberto Perfumo, la revista Olé y el diario Clarín entre otros medios, entre los 3 mejores arqueros de todos los tiempos.

## Clubes

### Como jugador
| Club              | País      | Año       |
| ----------------- | --------- | --------- |
| Racing Club       | Argentina | 1951-1957 |
| Real Madrid C. F. | España    | 1957-1961 |
| River Plate       | Argentina | 1962-1963 |
| Vélez Sarsfield   | Argentina | 1964-1965 |
| Cerro             | Uruguay   | 1966      |
| Nacional          | Uruguay   | 1966-1968 |
| Flamengo          | Brasil    | 1968-1970 |

### Como entrenador
| Club                        | País      | Año       |
| --------------------------- | --------- | --------- |
| San Lorenzo de Almagro      | Argentina | 1971      |
| Chacarita Juniors           | Argentina | 1972      |
| Boca Juniors                | Argentina | 1973-1975 |
| Gimnasia y Esgrima La Plata | Argentina | 1976      |
| San Lorenzo de Almagro      | Argentina | 1977      |
| Atlético Tucumán            | Argentina | 1979      |
| Loma Negra de Olavarría     | Argentina | 1981      |
| Racing Club                 | Argentina | 1982-1983 |
| Racing Club                 | Argentina | 1986      |
| Quilmes                     | Argentina | 1988      |
| Everton                     | Chile     | 1989-1990 |

## Palmarés

### Campeonatos nacionales
| Título           | Club        | País      | Año       |
| ---------------- | ----------- | --------- | --------- |
| Primera División | Racing Club | Argentina | 1951      |
| Liga Española    | Real Madrid | España    | 1957-1958 |
| Liga Española    | Real Madrid | España    | 1960-1961 |
| Liga Española    | Real Madrid | España    | 1961-1962 |

### Copas internacionales
| Título                | Equipo              | Sede         | Año  |
| --------------------- | ------------------- | ------------ | ---- |
| Juegos Panamericanos  | Selección Argentina | Buenos Aires | 1951 |
| Copa América          | Selección Argentina | Lima         | 1957 |
| Copa de Europa        | Real Madrid         | Bruselas     | 1958 |
| Copa de Europa        | Real Madrid         | Stuttgart    | 1959 |
| Copa de Europa        | Real Madrid         | Glasgow      | 1960 |
| Copa Intercontinental | Real Madrid         | Madrid       | 1960 |

## Filmografía

### Cine
| 1957 | Fantoche | Él Mismo |